# Coop Norrbotten Arena
Die Coop Norrbotten Arena ist eine Mehrzweckhalle in der schwedischen Luleå, Norrbottens län, im Norden des Landes. Die Anlage ist im Besitz des Eishockeyclubs Luleå HF aus der höchsten Spielklasse des Landes, der Svenska Hockeyligan. Der Bau wird hauptsächlich als Eissporthalle genutzt, es finden aber auch andere Veranstaltungen statt. Insgesamt verfügt die Arena über vier Eisflächen. Mit der Hauptarena verbunden gibt es noch drei kleinere Hallen für z. B. Training, die Jugendmannschaften oder Eislauf. Der Namensgeber der Arena ist die Konsumgenossenschaft Kooperativa Förbundet mit Sitz in Stockholm.

## Geschichte
Die Coop Norrbotten Arena wird hauptsächlich für Eishockeyspiele und Konzerte genutzt. Der Luleå HF aus der Svenska Hockeyligan trägt seit der Eröffnung 2002 seine Heimspiele im Stadion aus.
2010 wurde die Coop Arena in Coop Norrbotten Arena umbenannt, der Kurzname findet aber weiter Verwendung.

## Galerie

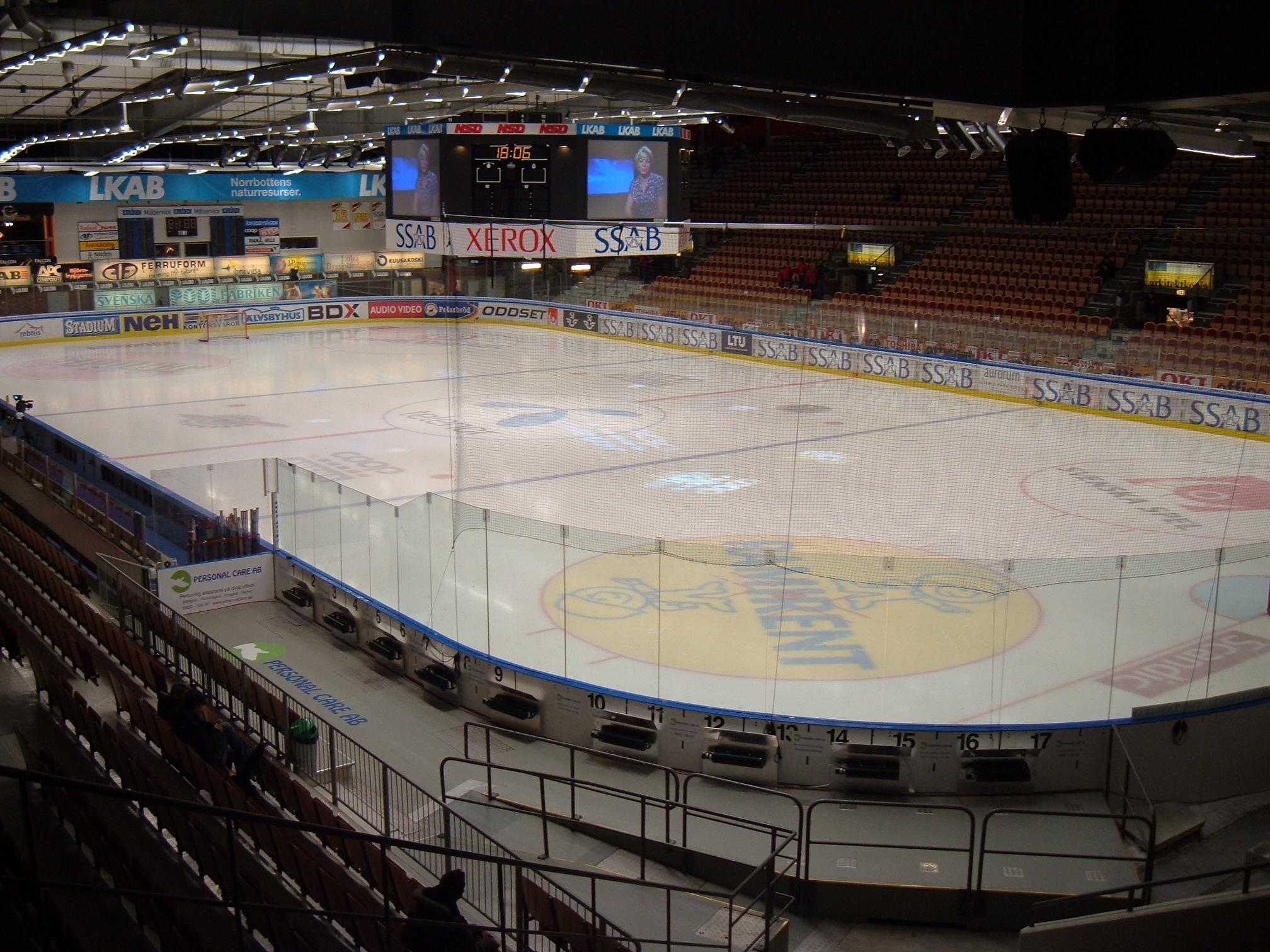
Innenansicht der Arena